# Сыртланово (Буздякский район)
Сыртланово (баш. Сыртлан) — деревня в Буздякском районе Башкортостана, относится к Гафурийскому сельсовету. 

## Население
| 2002 | 2009 | 2010 |
| ---- | ---- | ---- |
| 42   | ↘41  | ↘35  |

Согласно переписи 2002 года, преобладающая национальность — башкиры (50 %).

## Географическое положение
Расстояние до:
- районного центра (Буздяк): 8 км,
- центра сельсовета (Гафури): 1 км,
- ближайшей ж/д станции (Буздяк): 10 км.

## Известные уроженцы
- Сыртланов, Муллаяр Исламгареевич (1923, д. Сыртланово — 15.01.1944) — командир отделения 569 стрелкового полка 161 стрелковой дивизии 40 армии Воронежского фронта, старший сержант, Герой Советского Союза.
- Сыртланов, Рим Султанович (22 августа [4 сентября] 1908, дер. Сыртланово — 11 сентября 1979, Уфа) — актёр, театральный педагог, заслуженный артист РСФСР (1955).